# Yamato kotoba
Yamato kotoba és el nom que reben les paraules patrimonials del japonès. Aquestes paraules tenen una forta importància cultural, ja que els japonesos les associen amb l'essència de la seva nació. El nom fa referència al període Yamato i a "kotoba", que significa dialecte.
El vocabulari japonès té quatre tipus de paraules: les yamato kotoba, també anomenades wago, que són les tradicionals; els mots kango, que barregen arrels xineses i japoneses; els mots gairaigo, préstecs posteriors a la formació de l'idioma clàssic, sigui del xinès o d'altres llengües, i les paraules giseigo que tenen el seu origen en l'onomatopeia. El lèxic wago i kango forma el gruix del vocabulari nipó (més del 82% del total de paraules recollides als diccionaris de més ús).
El yamato kotoba inclou la majoria de paraules del lèxic quotidià, la base dels cognoms o noms de família, els mots gramaticals (com per exemple els articles, les partícules o les marques de temps verbal), els primers nombres i les paraules arcaiques. Usualment es tracta de paraules de tres o més síl·labes, cadascuna de les quals segueix l'esquema consonant + vocal, el més freqüent en japonès antic. Gran part de l'aparició dels okurigana es deu al fet que aquesta estructura trisíl·làbica contrastava amb els kanji bàsics d'origen xinès amb què s'escriuen els mots. La forta influència xinesa afecta doncs a l'escriptura (kanjis) i a les adaptacions de mots nadius.
Les paraules tendeixen a començar amb un so sord. Quan hi ha sinònims entre un terme yamato kotoba i un que no ho és, aquest darrer acostuma a usar-se en un registre més formal. Els verbs es formen amb arrels antigues i no amb manlleus, quan hi ha un verb que no és yamato kotoba és perquè es tracta d'un derivat d'una altra categoria, com per exemple un nom, i no un verb o paraula d'acció en origen. És habitual que es combini el lexema de diferents verbs per crear un nou sentit més complex o abstracte. Els adjectius de descripció i de qualitat tendeixen també a formar part d'aquest repositori lèxic inicial, mentre que els adjectius especificatius tècnics o d'altres tipus ja no usen aquestes arrels tradicionals.
Fins al segle xi, les dones tendien a evitar els manlleus xinesos i emprar només lèxic yamato kotoba com a signe d'adhesió a la tradició. El lèxic bàsic que usaven es divideix en cinc categories: roba, eines, menjar, plantes i peixos. Per aquesta associació amb el món femení, encara hi ha qui lliga el vocabulari yamato kotoba a unes paraules suaus o toves, en oposició als manlleus xinesos o posteriors, que veuen com fonològicament més durs.